# Bibliothèque nationale d'Afrique du Sud
La Bibliothèque nationale d'Afrique du Sud (National Library of South Africa, NLSA) est l'organe chargé du dépôt légal et de la bibliographie nationale en Afrique du Sud.

## Histoire

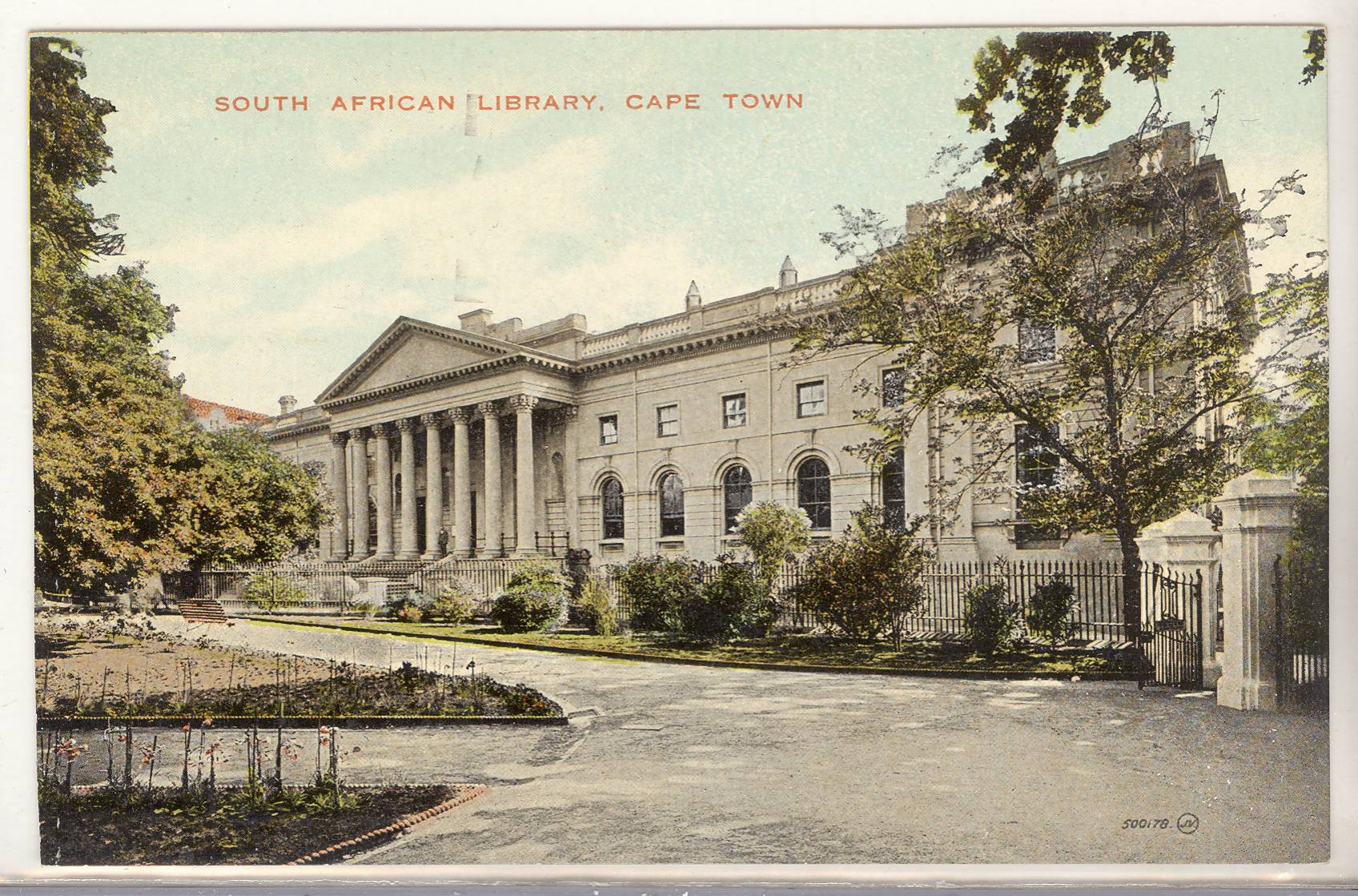
Bibliothèque nationale d'Afrique du Sud, site du Cap (carte postale ancienne)

Jusqu'en 1999, il y avait, pour des raisons historiques, deux bibliothèques nationales :
- la South African Library, fondée en 1818 et basée au Cap
- la State Library, fondée en 1887 et basée à Pretoria

Ces deux établissements bénéficiaient du dépôt légal, en vigueur depuis 1842.
Le National Library Act de 1998 a acté la fusion de ces deux institutions avec maintien des deux sites. La Bibliothèque nationale d'Afrique du Sud est officiellement née le 1er novembre 1999. Depuis, un nouveau site a été inauguré le 1er août 2008 sur le campus de Pretoria.